# Man vs Geek
Man vs Geek (The Great Indoors) est une série télévisée américaine en 22 épisodes de 22 minutes créée par Jeff Astrof et Matt Miller, et diffusée entre le 27 octobre 2016 et le 8 mai 2017 sur le réseau CBS et en simultané sur le réseau Global au Canada.
En Belgique, la série est diffusée sur PlugRTL depuis le 14 septembre 2019. En France, la série est disponible en intégralité sur 6play depuis le 1er octobre 2019, néanmoins elle reste encore inédite dans les autres pays francophones.

## Distribution

### Acteurs principaux
- Joel McHale (VF : Alexis Victor) : Ashley Jack Gordon
- Christopher Mintz-Plasse (VF : Antoine Schoumsky) : Clark Roberts
- Susannah Fielding (VF : Victoria Grosbois) : Brooke
- Chris Williams (en) (VF : Martial Le Minoux) : Eddie
- Christine Ko (en) (VF : Adeline Chetail) : Emma Cho
- Shaun Brown (en) (VF : Pascal Nowak) : Mason
- Stephen Fry (VF : Benoît Allemane) : Roland (13 épisodes)

### Acteurs récurrents
- Deborah Baker Jr. (en) (VF : Patricia Legrand) : Esther, la réceptioniste
- Andrew Leeds (VF : Mathias Casartelli) : Paul (6 épisodes)
- Maggie Lawson (VF : Laura Blanc) : Rachel (4 épisodes)
- Mark Saul (en) (VF : Benjamin Bollen) : Zeb (4 épisodes)
- Amy Hill (VF : Marie-Martine) : Carol (4 épisodes)
- Andrew Ridings (VF : Stanislas Forlani) : Greg (4 épisodes)

- Version française
  - Société de doublage : Mediadub International[5],[6]
  - Direction artistique : Blanche Ravalec[5],[6]

 Source et légende : version française (VF) sur RS Doublage et Doublage Séries Database

## Production

### Développement
Le 29 janvier 2016, CBS commande un épisode pilote du projet de série.
Le 13 mai 2016, le réseau CBS annonce officiellement après le visionnage du pilote, la commande du projet de série avec une commande initiale de treize épisodes, pour une diffusion lors de la saison 2016 / 2017.
Le 15 mai 2016, lors des Upfronts 2016, CBS annonce la diffusion de la série pour l'automne 2016.
Le 21 juin 2016, CBS annonce la date de lancement de la série au 27 octobre 2016.
Le 14 novembre 2016, le réseau CBS commande six épisodes supplémentaires sur les treize initialement commandés, faisant porter la saison à dix-neuf épisodes. Puis le 6 janvier 2017, elle commande trois épisodes supplémentaires portant finalement la saison à vingt-deux épisodes,.
Le 13 mai 2017, la série est annulée.

### Casting
L'annonce du casting a débuté le 16 février 2016, avec l'arrivée de Joel McHale. Ensuite le 19 février 2016, Chris Williams (en) rejoint la distribution dans le rôle de Eddie. Le 22 février 2016, Shaun Brown rejoint la série. Le 9 mars 2016, Christine Ko est annoncée dans le rôle d'Emma.
Le 14 mars 2016, Christopher Mintz-Plasse obtient le rôle de Clark. Il est rejoint le lendemain par Stephen Fry.
Le 21 mars 2016, Susannah Fielding rejoint la distribution dans le rôle de Brooke.

## Épisodes
1. Retour vers le futur (Pilot)
2. Les Applis (Dating Apps)
3. Bon flic, mauvais flic (Step One: Shelter)
4. Flashback (You Don't Know Jack)
5. La Diversité (No Bad Ideas)
6. Pas à pas (Going Deep)
7. @Emma (@Emma)
8. Stratégie amoureuse (Office Romance)
9. Appel de la forêt (The Mediocre Outdoors)
10. Bienvenue au club (The Explorers' Club)
11. La nouvelle star (Mason Blows Up)
12. Paul le chat (Paul's Surprise)
13. YOLO (DTR)
14. Petite soirée entre amis (Friends Like These)
15. Jack petit cœur (Relationship Jack)
16. Titre français officiel inconnu (Aaron Wolf)
17. Titre français officiel inconnu (Cubicles)
18. Titre français officiel inconnu (Party Paul)
19. Titre français officiel inconnu (Ricky Leaks)
20. Titre français officiel inconnu (The Heartbreaker)
21. Titre français officiel inconnu (Roland's Secret)
22. Titre français officiel inconnu (The Company Retreat)